# Quintero (Venezuela)
Pour les articles homonymes, voir Quintero.
Quintero est la capitale de la paroisse civile de Quintero dans la municipalité de Muñoz dans l'État d'Apure au Venezuela.